# Чертаново (Московская область)
Чертаново — деревня в Волоколамском районе Московской области России, входит в состав сельского поселения Спасское. Население — 42 чел. (2010).

## География
Деревня Чертаново расположена на западе Московской области, в южной части Волоколамского района, рядом с автодорогой Р108 (Суворово — Руза), примерно в 9 км к югу от города Волоколамска, на левом берегу впадающей в Рузское водохранилище реки Волошни.
Связана прямым автобусным сообщением с районным центром. Ближайшие населённые пункты — село Спасс, деревни Коняшино и Кузьминское.

## Население
| 1859 | 1890 | 1899 | 1926 | 2002 | 2006 | 2010 |
| ---- | ---- | ---- | ---- | ---- | ---- | ---- |
| 292  | ↘238 | ↘138 | ↗258 | ↘80  | ↗82  | ↘42  |

## История
В документах 1504 и 1569 годов упоминается как деревня Чертово, в современной форме указывается с начала XIX века.
В «Списке населённых мест» 1862 года — казённая деревня 1-го стана Рузского уезда Московской губернии на дороге из города Рузы в город Волоколамск, в 35 верстах от уездного города, при речке Волгине, с 44 дворами и 292 жителями (145 мужчин, 147 женщин).
По данным на 1890 год — деревня Судниковской волости Рузского уезда с 238 душами населения.
В 1913 году — 55 дворов.
В 1919 году включена в состав Осташёвской волости Волоколамского уезда.
По материалам Всесоюзной переписи населения 1926 года — центр Чертановского сельсовета Осташёвской волости Волоколамского уезда в 6 км от Осташёвского шоссе и 13 км от станции Волоколамск Балтийской железной дороги. Проживало 258 жителей (98 мужчин, 160 женщин), насчитывалось 54 крестьянских хозяйства.
С 1929 года — населённый пункт в составе Волоколамского района Московского округа Московской области. Постановлением ЦИК и СНК от 23 июля 1930 года округа как административно-территориальные единицы были ликвидированы.
1929—1939, 1957—1963, 1965—1994 гг. — деревня Спасского сельсовета Волоколамского района.
1939—1957 гг. — деревня Спасского сельсовета Осташёвского района.
1963—1965 гг. — деревня Спасского сельсовета Волоколамского укрупнённого сельского района.
1994—2006 гг. — деревня Спасского сельского округа Волоколамского района.
С 2006 года — деревня сельского поселения Спасское Волоколамского муниципального района Московской области.